# 北口学
北口 学（きたぐち まなぶ、1972年2月21日 - ）は、奈良県出身の陸上競技選手・指導者。智辯学園高等学校、亜細亜大学卒業。元日立物流グループ陸上部（現在のロジスティード陸上部）監督。

## 経歴
高校2・3年時に全国高校駅伝に出場。2年時（第39回大会）は1区で32分45秒（区間40位）、3年時（第40回大会）も1区を務め31分22秒（区間36位）だった。
大学2年時の第68回箱根駅伝では1区で区間最下位に終わったが、4年時の第70回箱根駅伝では6区で快走。亜細亜大学史上初となる区間賞を獲得した。全日本大学駅伝には1年時（第22回大会）、2年時（第23回大会）、4年時（第25回大会）の3回出場。4年時には7区で区間3位の好走を見せている。
卒業後は日立電線マラソン部に所属。ニューイヤー駅伝には1996年（第40回大会）から4年連続出場を果たした。1999年に現役を引退。
2004年に日立電線マラソン部のコーチに就任。2007年に監督に就任する。2012年4月、チームが企業グループの再編で日立物流（現在のロジスティード）に譲渡され、日立物流グループ陸上部の監督を2020年3月末まで務めた。